# Rubylove
Rubylove è una canzone del cantante folk britannico Cat Stevens, secondo brano dell'album Teaser and the Firecat (1971). 
Con questo brano Stevens ha voluto inserire nel suo repertorio un po' della sua grecità; infatti la seconda strofa del testo è in greco, inoltre è accompagnato dal bouzouki, uno strumento che non si era mai sentito su Top of the Pops.
Cat Stevens aveva ascoltato molta musica greca dal fratellastro, che era un suonatore di bousuki. Nel 1974, sul settimanale britannico Record Mirror, aveva dichiarato: «È stato solo di recente che mi sono accorto di quanto inconsciamente il mio lavoro sia sempre stato influenzato dalle forme della musica greca. Ho un tale piacere nell’ascoltarla, perché era la preferita di mio padre. È semplicemente naturale».

## 45 giri
Oltre ad averlo pubblicato nell'album Teaser and the Firecat, sempre nel 1971 la Island aveva pubblicato un 45 giri Rubylove/ Miles from Nowhere  (Island Records 6123 004)

## Musicisti
- Larry Steele - Basso, Congas
- Andreas Toumazis, Angelos Hatzipavli - Bouzouki
- Gerry Conway, Harvey Burns - Batteria
- Alun Davies - chitarra acustica
- Cat Stevens - chitarra acustica e tastiere